# Szausztatar
Szausztatar (Šauštatar) – hurycki król Mitanni z XV w. p.n.e. (panował w okresie 1440 p.n.e. – 1410 p.n.e.).
Szausztatar był synem Parsatatara. Zanim zasiadł na tronie, jego ojciec uczynił wasalami Hurytów wielu królów okolicznych miast, tym samym ułatwiając Szausztatarowi przekształcenie Mitanni w potęgę Mezopotamii. Uwolniony od ciągłego zagrożenia, jakie Mitanni stwarzali Egipcjanie, Szausztatar zwrócił swoją uwagę w stronę Asyrii. Najechał Asyrię, po czym zdobył i splądrował jej stolicę, Aszur.
Po najeździe Asyrii Szausztatar skierował swą armię na zachód, przekraczając Eufrat, przeciągając na swoją stronę wszystkie stany północnej Syrii, aż dotarł do wybrzeży Morza Śródziemnego. Prawdopodobnie zamierzał on rozciągnąć potęgę Mitanni dalej na południe, być może aż po Palestynę, jednakże południowa Syria nadal leżała w strefie wpływów Egiptu, który od dawna stanowił dla Mitanni poważne zagrożenie. Konsekwencją ekspansji Szausztatara na tereny Palestyny byłaby wojna z Egiptem. Pomimo sprzyjającej okoliczności, że Huryci stanowili w tym czasie pokaźną populację w Palestynie, wojna taka byłaby trudna do wygrania. Niestety, jeszcze na etapie przygotowań strategicznych, Szausztatar zmarł, a jego syn, Artatama I, wynegocjował z faraonem Amenhotepem II przymierze pokojowe.